# Saint-Fergeux
Saint-Fergeux ist eine französische Gemeinde mit 217 Einwohnern (Stand: 1. Januar 2022) im Département Ardennes in der Region Grand Est (bis 2015 Champagne-Ardenne). Sie gehört zum Arrondissement Rethel, zum Kanton Château-Porcien sowie zum Gemeindeverband Pays Rethélois.

## Geographie
Saint-Fergeux liegt am gleichnamigen Flüsschen Saint-Fergeux, das zur Aisne entwässert. Nachbargemeinden sind Son im Osten, dem Kantonshauptort Château-Porcien im Südosten, Condé-lès-Herpy im Süden, Banogne-Recouvrance im Westen, Hannogne-Saint-Rémy im Nordwesten, Seraincourt im Norden sowie von der im Kanton Signy-l’Abbaye gelegenen Gemeinde Remaucourt im Nordosten.

## Bevölkerungsentwicklung
| Jahr                      | 1962 | 1968 | 1975 | 1982 | 1990 | 1999 | 2004 | 2009 | 2016 |
| Einwohner                 | 338  | 309  | 253  | 207  | 203  | 197  | 198  | 206  | 207  |
| Quelle: Cassini und INSEE |      |      |      |      |      |      |      |      |      |

## Sehenswürdigkeiten
- Kirche Saint-Ferréol, erbaut im 16. Jahrhundert, Monument historique seit 1926[1]

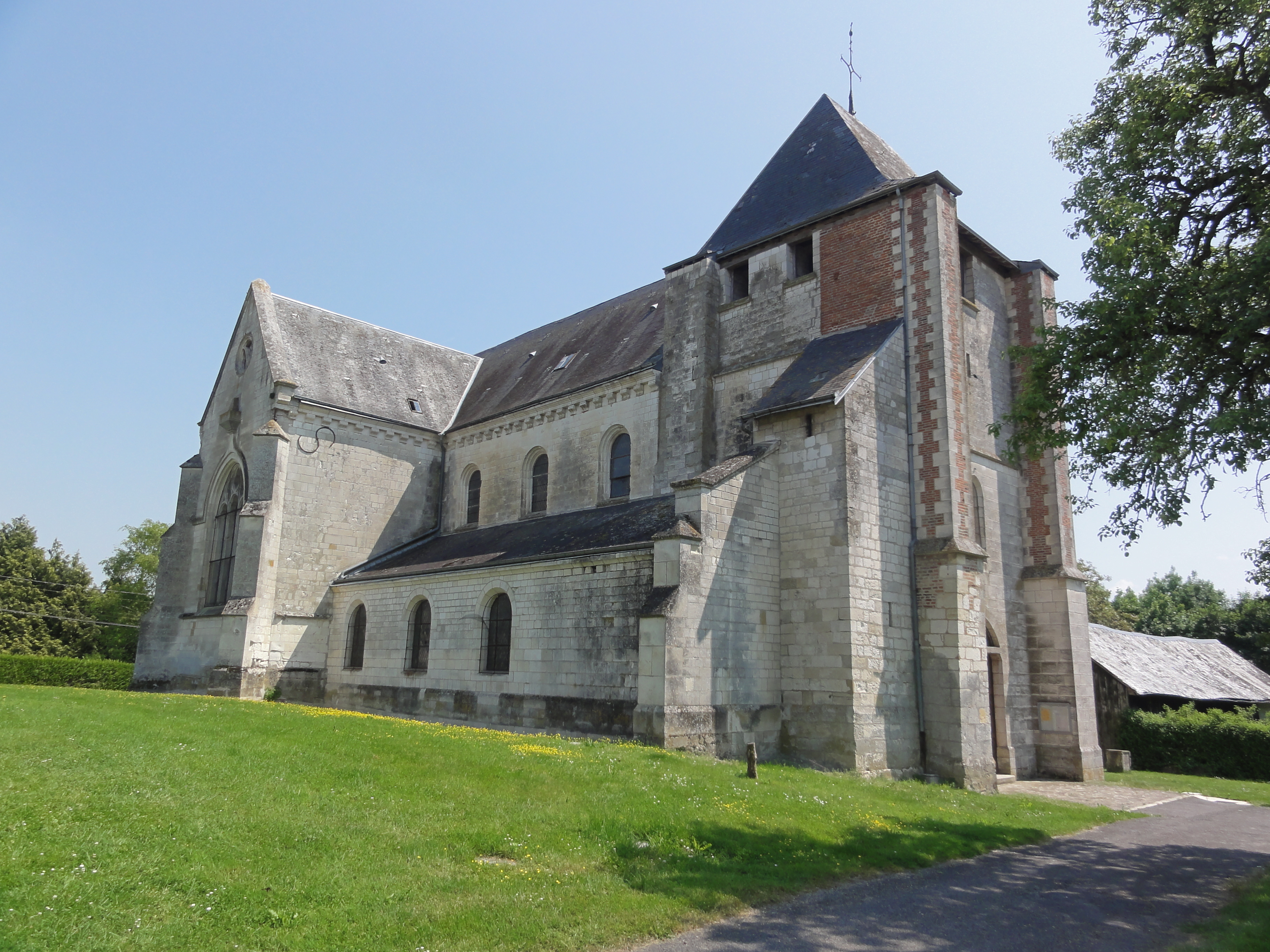
Kirche Saint-Ferréol